# Grapevine (Texas)
Grapevine es una ciudad y suburbio de Dallas ubicada en el condado de Tarrant en el estado estadounidense de Texas. En el Censo de 2010 tenía una población de 46.334 habitantes y una densidad poblacional de 503,17 personas por km².
Grapevine tiene una parte del Aeropuerto Internacional de Dallas-Fort Worth.

## Geografía
Grapevine se encuentra ubicada en las coordenadas 32°56′3″N 97°4′36″O / 32.93417, -97.07667. Según la Oficina del Censo de los Estados Unidos, Grapevine tiene una superficie total de 92.08 km², de la cual 82.71 km² corresponden a tierra firme y (10.18%) 9.38 km² es agua.

## Demografía
Según el censo de 2010, había 46.334 personas residiendo en Grapevine. La densidad de población era de 503,17 hab./km². De los 46.334 habitantes, Grapevine estaba compuesto por el 81.1% blancos, el 3.34% eran afroamericanos, el 0.66% eran amerindios, el 4.46% eran asiáticos, el 0.18% eran isleños del Pacífico, el 8.03% eran de otras razas y el 2.23% pertenecían a dos o más razas. Del total de la población el 17.97% eran hispanos o latinos de cualquier raza.

## Educación
En la mayoría de la ciudad el Distrito Escolar Independiente de Grapevine-Colleyville gestiona escuelas públicas.
En una parte de la ciudad, el Distrito Escolar Independiente de Lewisville gestiona escuelas públicas.